# 서울숲 더샵
서울숲 더샵(영어: Seoul Forest The Sharp)은 대한민국 서울특별시 성동구 행당동에 위치한 아파트 단지이다. 지하 5층부터 지상 42층까지 있으며 150m의 높이다. 서울숲과 음악부호의 반올림을 가리키는 샵을 조합하여 명명하였다.
2010년에 착공하여 행당도시개발구역에 개발이 시작되었고 2014년에 완공하였다. 영화 럭키의 촬영장소라고 한다.

## 구성
서울숲 더샵은 3개의 아파트로 구성되고 각각 101동 최고 42층, 150m, 102동 최고 40층, 147m, 103동 최고 38층, 144m로 구성되어 있으며 아파트 495세대 및 오피스텔 69세대가 있다.
| 동 명칭 | 층수 | 높이 |
| ------- | ---- | ---- |
| 101동   | 42층 | 150m |
| 102동   | 40층 | 147m |
| 103동   | 38층 | 144m |

## 시설
구립 서울숲 더샵 어린이집이 운영되고 커뮤니티센터 내 골프장, 헬스장, 독서실, 도서관, 실내 텃밭, 주민카페와 세탁실이 있고 지상 4층 ~ 지하 3층에는 한양대 엔터식스 파크에비뉴, 애슐리 한양대,  노브랜드 한양대점, 스타벅스, 미용실, 각종 식당,등이 있다.

## 갤러리

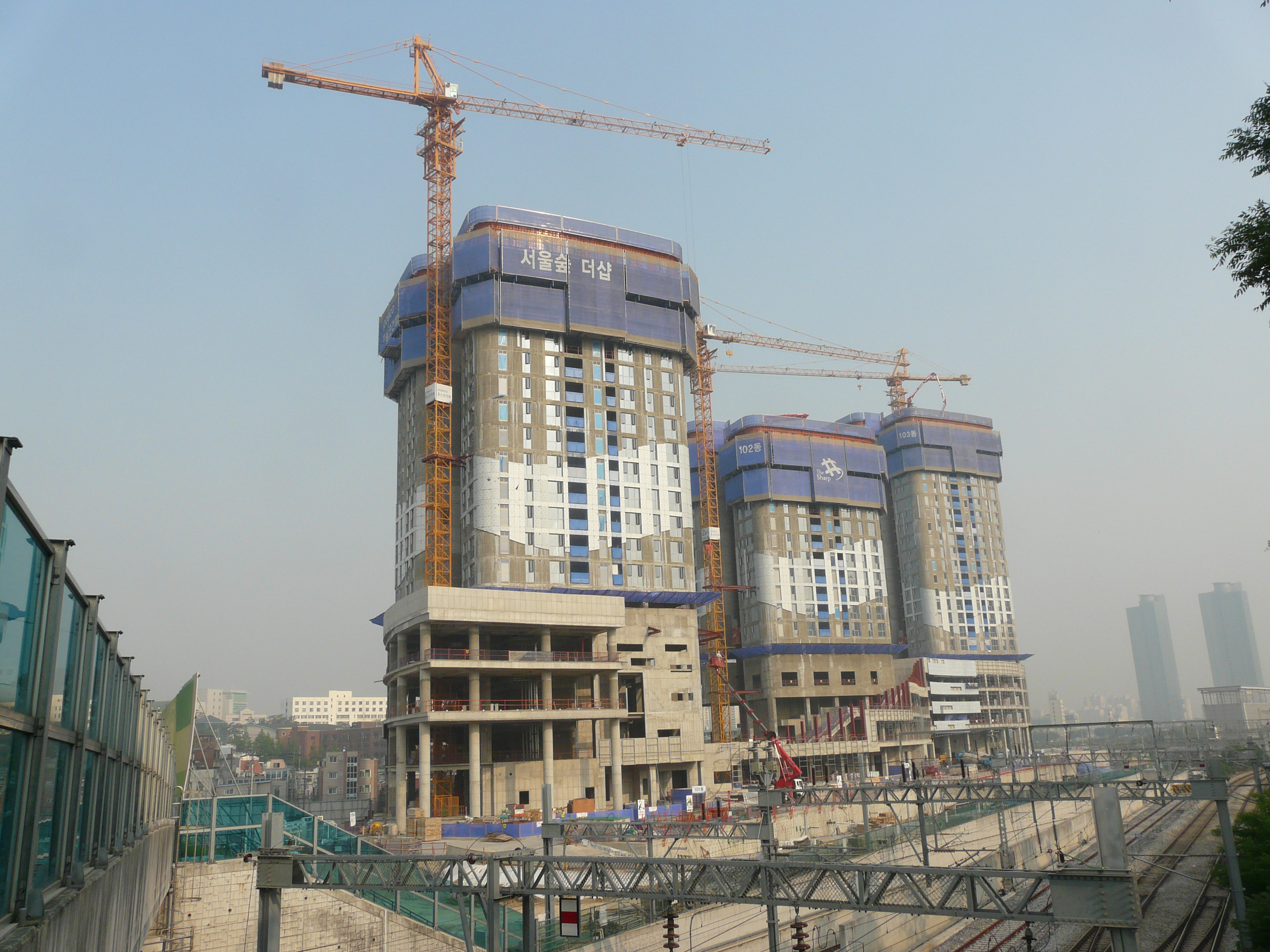
2013년 여름, 공사중인 서울숲 더샵
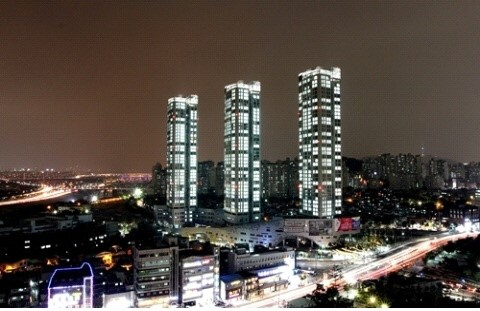
2014년 서울숲 더샵 모습

## 같이 보기
- 서울특별시의 마천루 목록